# 赵世居 (1944年)
赵世居（1944年3月—），男，山西太原人，中华人民共和国政治人物，曾任中共汉中地委书记，汉中地区行政公署专员，中共河北省委副书记，河北省人大常委会副主任。